# Outlook Express
Outlook Express (transkr. Autluk ekspres) Majkrosoftov je program za rukovanje elektronskom poštom. Dolazi standardno u paketu sa Microsoft Windows-om.
Program može raditi sa više naloga i više servera, ali po tehnologiji „jedan po jedan“, po rasporedu koji korisnik zada u podešavanjima.
Pomoću njega se mogu slati poruke, čitati pristigle, poslate i obrisane poruke i vršiti druge osnovne radnje sa elektronskom poštom.
Prilikom preuzimanja sa mail servera poruke se smeštaju na lokalni disk, tako da korisnik može kasnije da ih pročita. Ova mogućnost može biti korisna kod sporih internet konekcija. Da bi nove poruke program preuzeo iz mail sandučeta na mail serveru, potrebna je internet konekcija, ali nakon preuzimanja i smeštanja na lokalni hard disk, internet konekcija više nije neophodna.